# ネベトヘテペト
ネベトヘテペト（Nebethetepet、nb.t-ḥtp.t）は、古代エジプトの女神。彼女の名前は「捧げものの女性」「満足できる女性」を意味する。彼女はアトゥムの女性の片割れとしてヘリオポリスで崇拝された。彼女はアトゥムの手を擬人化した存在であり、女性の創造原理を表したが、それ以外はほとんど役割はなかった。